# Pułk Milicji Konnej Kujawskiej
Pułk Milicji Konnej Kujawskiej – polski oddział kawalerii wchodzący w skład wojsk powstańczych okresu insurekcji kościuszkowskiej.

## Formowanie
Pułk sformowany został we wrześniu 1794 na terenie województwo brzeskokujawskiego przez płk. Kazimierza Sokołowskiego. W październiku pułk liczył 150 konnych zorganizowanych w dwa szwadrony. 

## Żołnierze pułku
Organizatorem i dowódcą pułku był starosta inowrocławski płk Kazimierz Sokołowski. 